# Stojan Novaković
Stojan Novaković, właśc. Kosta Novaković cyr. Стојан Новаковић (ur. 13 listopada 1842 w Šabacu, zm. 18 lutego 1915 w Niszu) – serbski historyk, pisarz, dyplomata i polityk, dwukrotny premier Serbii (1895-1896, 1909).

## Życiorys
Urodził się jako Kosta Novaković, w rodzinie biednego stolarza. Kształcił się w liceum w Belgradzie, a następnie, dzięki stypendium państwowemu na wydziale prawa Szkoły Wyższej w Belgradzie. Od czasu studiów posługiwał się imieniem Stojan. Po ukończeniu studiów pracował jako urzędnik w ministerstwie finansów, w latach 1865–1869 jako nauczyciel w gimnazjum, a od 1869 w Bibliotece Narodowej. Był autorem ustawy o Bibliotece, na mocy której kustosze w niej zatrudnieni zostali zrównani w prawach z profesorami Szkoły Wyższej. Jako dyrektor Biblioteki rozpoczął drukowanie katalogów bibliotecznych.
W 1873 książę Milan Obrenović mianował go na stanowisko ministra edukacji w rządzie Jovana Risticia. W latach 1875–1880 pracował na etacie profesora w Szkole Wyższej. Od 1880 związany politycznie z Serbską Partią Postępową, w tym samym roku po raz kolejny objął kierownictwo resortu edukacji. Jako minister wprowadził w Serbii obowiązek szkolny – od 1882 sześcioletnia szkoła podstawowa była obowiązkowa dla wszystkich dzieci w Serbii. Doprowadził do powstania nowej szkoły dla nauczycieli, a zarazem podwyższył ich wynagrodzenia. W 1884 objął kierownictwo resortu spraw wewnętrznych w rządzie Milutina Garašanina. Konflikt z premierem dotyczący zmian w konstytucji doprowadził rok później do dymisji Novakovicia. W 1886 wyjechał do Konstantynopola, gdzie kierował poselstwem Serbii, w kolejnych latach kierował poselstwami w Paryżu i w Sankt Petersburgu. W 1895 po raz pierwszy objął urząd premiera, ale jego rząd upadł po kilku miesiącach. Po raz kolejny stanął na czele rządu w okresie kryzysu politycznego w roku 1909. W latach 1912–1913 kierował delegacją serbską w czasie obrad konferencji londyńskiej, po zakończeniu I wojny bałkańskiej.

## Działalność naukowa
Nowaković został w 1865 członkiem Serbskiego Towarzystwa Naukowego, a od 1887 zasiadał w Serbskiej Akademii Królewskiej. W latach 1906–1915 kierował pracami Akademii. Był także członkiem Rosyjskiej Akademii Nauk.

## Twórczość literacka
Dorobek twórczy Novakovicia obejmuje poezję, opowiadania, a także tłumaczenia opowiadań, powieści i dramatów. Debiutował niewielkimi utworami poetyckimi w 1860. Od 1865 związany z czasopismem literackim Vilu. Był autorem Historii literatury serbskiej, wydanej w 1867, a także bibliografii literatury serbskiej obejmującej lata 1741–1867. Od lat 80. zbierał materiały do słownika serbskiego języka literackiego. W latach 1892–1895 i w latach 1908–1915 kierował Serbskim Towarzystwem Literackim.